# 拉蒙·迪克莱门特
拉蒙·迪克莱门特（英語：Ramon di Clemente，1975年5月2日—），南非男子赛艇运动员。他曾代表南非参加2000年、2004年和2008年夏季奥林匹克运动会赛艇比赛，其中2004年奥运会获得一枚铜牌。